# 陰夔
陰夔（？—？），東漢末年豫州刺史。

## 生平
建安七年（公元202年），袁紹去世後，袁譚和袁尚奪位時爭取崔琰，崔琰以病來推辭，因此獲罪，被關進監獄，陰夔和陳琳營救才免死。
建安九年（公元204年），曹操攻打鄴城時，袁尚前往救援。曹操逆擊袁尚，大破袁尚軍，袁尚依曲婉為營，遭曹操所包圍。袁尚恐懼，於是命令陰夔和陳琳前去請降，曹操沒有答應，反而加緊圍攻。袁尚只得連夜逃走，退守祁山，曹軍追擊。袁將馬延、張顗等人臨陣投降，袁軍大潰，袁尚逃往中山。